# 奥弗涅地区圣热尔韦
奥弗涅地区圣热尔韦（法語：Saint-Gervais-d'Auvergne，法語發音：[sɛ̃ ʒɛʁvɛ dovɛʁɲ]），或纯音译作圣热尔韦多韦尔涅，是法国多姆山省的一个市镇，位于该省西北部，多姆山区，属于里永区。该市镇总面积47.35平方公里，2009年时的人口为1304人。

## 人口
奥弗涅地区圣热尔韦人口变化图示